# Denise Richards
Denise Lee Richards (født 17. februar 1971 i Downers Grove, Illinois) er en amerikansk skuespillerinde. Hun blev kendt i slutningen af 1990'erne efter en række sexede filmoptrædener, heriblandt i Wild Things og The World Is Not Enough. Richards er også kendt for sit ægteskab (og senere skilsmisse) med skuespilleren Charlie Sheen.

## Tidlig liv og karriere
Richards blev født i Downers Grove i Illinois, en forstad til Chicago. Hun flyttede til Californien med familien, da hun var 14 år gammel.
Richards tilbragte størstedelen af 1990'erne med optrædener i lavbudgetsfilm, tv-film og med gæsteroller i tv-serier. Hendes første hovedrolle i en biograffilm var i Starship Troopers fra 1997, som blev efterfulgt af en hovedrolle i den ganske succesrige kultfilm Wild Things fra 1998. Sammen med sit filmarbejde har hun optrådt i sitcom'er som Spin City, Two and a Half Men, Venner og Seinfeld.
I 1999 blev Denise Richards Bond-babe i The World Is Not Enough, hvor hun spillede rollen som atomfysikeren Christmas.
Tidligt i 2000'erne optrådte Richards i flere filmroller, som parodierede hendes tidligere status som sexsymbol, blandt andet i Scary Movie 3. I december 2004 optrådte hun nøgen på forsiden af Playboy.